# Bezpečnostní prvky Windows 7
Operační systém Windows 7 využívá pro možnosti nastavení bezpečnosti Centrum akcí. Tím se liší od předchozích operačních systému Windows XP a Windows Vista, které tyto funkce sdružovaly v Centru zabezpečení. Zde lze nalézt informace o stavu antiviru, antispywaru, aktualizacích a dalších detailech, společně s tím Centrum akcí nabízí i možnosti zálohování. Novinkou OS Windows 7 je bezpečnostní prvek Windows Defender, který slouží jako ochrana proti virům a spywaru. K tomuto prvku se může doinstalovat antivirový program, a je pouze na uživatelích jestli tak učiní, a případně který antivir zvolí. Firma Microsoft nabízí Microsoft Security Essentials, ale ten je nutné doinstalovat zvlášť, pokud jej uživatel chce. Jedná se o vstřícný krok Microsoftu k ostatním firmám, které si delší dobu stěžují na softwary přímo v OS, jako je například Windows Media Player, nebo Internet Explorer.
OS Windows 7 obsahuje řadu bezpečnostních prvků, které jsou buď zcela nové, nebo vylepšenou mutací starších, již osvědčených bezpečnostních prvků, které pomáhají chránit počítač před různými hrozbami. Důležitým faktorem ovšem je, aby byli všechny prvky zapnuté, jinak ztratí funkci bezpečnostního prvku a zároveň váš počítač ohrožují. Na to, aby bylo vše v pořádku dohlíží nový bezpečnostní prvek Windows 7 Fix It. Tento prvek automaticky zkontroluje zmíněné bezpečnostní prvky a dle potřeby je aktivuje. Nástroj by měl fungovat i ve starších OS Windows (Windows Vista, Windows XP). Mezi aktivované součásti patří SmartScreen Filtr v Internet Exploreru, řízení uživatelských účtů a Windows Firewall. Nejedná se o žádnou aktualizaci, ale ujištění, že důležité bezpečnostní prvky systému Windows fungují bez problémů.
Prvky bezpečnosti ve Windows 7 jsou:
- zálohování a obnovení systému

- řízení uživatelských účtů
- Windows Defender
- Windows Firewall
- Microsoft Security Essentials

## Zálohování a obnovení systému
Zálohování a obnovení ve Windows 7 slouží k vytváření bezpečnostních kopií nejdůležitějších osobních souborů v počítači. Existují zde možnosti, že operační systém sám určí co je vhodné k zálohování a posléze zálohu provede, nebo si uživatel vybere jednotlivé složky a soubory sám. Systém Windows může zálohovat soubory na základě libovolně zvoleného časového plánu, což ovšem není v operačním systému Windows 7 novinkou. Zálohování může uživatel provádět dvěma způsoby. Zálohované data se mohou ukládat na jinou paměťovou jednotku nebo na disk DVD. Pokud uživatel vlastní edici Windows Professional nebo Ultimate, má navíc možnost zálohovat soubory v síti.

## Řízení uživatelských účtů
Nástroj Řízení uživatelských účtů pomáhá chránit počítač před hackery a škodlivým softwarem. Kdykoli chce nějaký program provést zásadní změnu vašeho počítače, nástroj Řízení uživatelských účtů vás upozorní a požádá o oprávnění k této změně. Nástroj Řízení uživatelských účtů byl poprvé představen v OS Windows Vista. V OS Windows 7 zakoupených nyní, se nachází aktualizovanější verze, která by měla být méně rušivá a flexibilnější. Vylepšení spočívá v tom, že nyní by mělo vyžadovat souhlas uživatele ke změně méně programů a úloh OS. Pokud má uživatel oprávnění pro správu počítače, může měnit nastavení upozorňování v Ovládacích panelech.

## Windows Defender
Bezpečnostní prvek Windows Defender je součástí centra akcí. Windows Defender je zcela nový prvek, který má za úkol bojovat proti spywaru a škodlivým softwarem. Microsoft jej nazývá obranným prvkem první linie. Má za úkol rozpoznat, zničit a smazat spyware nebo jiný škodlivý software již na začátku, což znamená při instalování do počítače. Tyto škodlivé softwary se rády připojují k instalaci důležitých programů, a mnohdy se projevují (zapínají) po určité době. Windows Defender má za úkol hledat tyto škodlivé prvky v počítači, a mazat je, případně blokovat jejich činnost. Defender má dvě pracovní roviny. Ochranu v reálném čase, ve které je program aktivován po zapnutí počítače, a upozorní uživatele, když se nějaký program pokusí změnit nastavení počítače nebo jej jinak ohrozit. Druhá pracovní rovina, je možnost prohledávání, ve které Windows Defender svou práci vykonává na základě prohledávání počítače a porovnání souborů s definicemi. Definice je knihovna škodlivého softwaru, která se ovšem musí aktualizovat, aby Defender uměl čelit i nejnovějším typům škodlivého softwaru.

## Windows Firewall
Bezpečnostní brána Firewall slouží jako uzamčení vchodových dveří do domu, což pomáhá zabránit vniknutí nezvaných hostů. Brána Windows Firewall v OS Windows 7 zabraňuje vniknutí hackerů a škodlivého softwaru. Ve výchozím nastavení je brána zapnutá, takže ji uživatel nemusí nijak nastavovat. Microsoft slibuje větší efektivitu a flexibilitu, než v předchozích Firewallech. Flexibilita spočívá v tom, že uživatel má nyní možnost nastavit ochranu a oznámení pro každý ze síťových profilů – domácí, pracovní a veřejný. Pokud je počítač připojení k veřejné síti, například v knihovně nebo kavárně, může Firewall zablokovat všechna příchozí připojení. Bez ohledu na to, jakou úroveň ochrany profilů zvolíte, uživatel mezi nimi může snadno přepínat.
Brána Firewall je software nebo hardware, který kontroluje informace přicházející z Internetu nebo ze sítě, a v závislosti na svém nastavení je buď zablokuje, nebo jim umožní projít do počítače. Brána Firewall pomáhá zabránit hackerům a škodlivému softwaru (například červům) v získání přístupu k počítači prostřednictvím sítě nebo Internetu. Zároveň také může zabránit tomu, aby počítač odesílal škodlivý software do jiných počítačů. Nesmíme ovšem zaměnit firewall za antivirový program. Brána Firewall není to stejné jako antivirový program. Pro kvalitní ochranu počítače musí uživatel používat bránu Firewall, antivirový program a program na ochranu proti škodlivému softwaru zároveň.

## Microsoft Security Essentials
Program Microsoft Security Essentials je antivirový program vyvinutý společnosti Microsoft. Zajišťuje pro počítač ochranu v reálném čase a chrání před viry, spywarem a dalším škodlivým softwarem. Program je bezplatný, ale není v OS Windows 7 nainstalován předem. Každý uživatel si jej musí doinstalovat sám, což jde pouze na legálně zakoupené OS Windows.
MS Security Essentials od 14. ledna 2020 už není k dispozici ke stažení. Microsoft však bude dál poskytovat aktualizace signatur pro tento systém až do roku 2023. Na Windows 10 podobnou antivirovou ochranu zajišťuje program Windows Defender.